# Zeche Österbank
Die Zeche Österbank war ein Steinkohlenbergwerk im Wittener Stadtteil Vormholz. Das Bergwerk war auch unter den Namen Zeche Oesterbank und Zeche Osterbank bekannt. Die Zeche befand sich in der Nähe der späteren Zeche Vereinigte Hermann, westlich vom Muttental. Das Grubenfeld der Zeche Österbank reichte vom Muttenbach bis unter die Berghauser Höfe.

## Geschichte

### Die Anfänge
Am 19. Dezember des Jahres 1750 wurde die Mutung für das Grubenfeld eingelegt. Als Muter trat Johann Mittelste Berghaus auf. Johann Mittelste Berghaus mutete ein Feld mit der Größe einer Fundgrube und sechs Maaßen. Im Anschluss an die Mutung wurde mit dem Abbau begonnen. Mittelste Berghaus baute in dem Grubenfeld mit mehreren Unterbrechungen Kohle ab. Im Jahr 1754 wurde das Grubenfeld vermessen. In den Jahren 1754 und 1755, 1761 und 1762 sowie 1771 war das Bergwerk nachweislich in Betrieb. Am 26. Februar des Jahres 1771 waren als Gewerken Johann Röttger Mittelste Berghaus, Melchior Jürgen Mittelste Berghaus, Johann Jürgen Mittelste Berghaus, Johann Wilhelm Bornemann und Caspar Ernst Schumacher in den Unterlagen vermerkt. Die Gewerken besaßen unterschiedlich hohe Anzahlen an Kuxe. Christian Vahlefeld war zugleich als Lehnsträger in den Unterlagen vermerkt. Die Rezeßgelder wurden bezahlt. Ein Antrag auf Belehnung war bis zu diesem Zeitpunkt noch nicht gestellt worden. Allerdings hatten die Gewerken das Bergamt bereits um Belehnung gebeten. Auch im Jahr 1775 war das Bergwerk nachweislich in Betrieb. Im Jahr 1777 war das Bergwerkseigentum unter den Nachkommen von Johann Mittelste Berghaus aufgeteilt.

### Die weiteren Jahre
Am 24. Juli des Jahres 1806 wurde ein Längenfeld auf das Flöz Geitling verliehen. Danach lag das Bergwerk mehrere Jahre still. In den folgenden Jahren ersuchten die Gewerken beim Bergamt um eine erneute Inbetriebnahme. Es wurden mehrere Verhandlungen geführt, bis das Bergamt der erneuten Inbetriebnahme zustimmte. Im April des Jahres 1831 wurde die Zeche Österbank gemäß den Unterlagen wieder in Betrieb genommen. Um die abgebauten Kohlen nach über Tage fördern zu können, war ein geeigneter Schacht erforderlich. Der Schacht Constanz, der hierfür geeignet war, wurde jedoch von der Zeche Louisenglück selbst benötigt. Somit konnte nur der Schacht der Zeche Turteltaube genutzt werden, der sich nördlich des Feldes Österbank befand. Hierzu mussten die abgebauten Kohlen zunächst vom Feld Österbank in Richtung Norden gefördert werden. Die Förderung erfolgte durch einen Stollen im Muttental. Die Fördertonnen wurden mittels Gestellwagen über Holzschienen zum Schacht der Zeche Turteltaube gefördert. Dort wurden sie nach über Tage gefördert und auf Wagen der Muttentalbahn umgeladen. Für die Nutzung der Förderanlagen musste die Zeche Österbank eine Stollen- und Schachtsteuer an die Gewerken von Turteltaube zahlen. Des Weiteren musste eine Tradde an den Grundbesitzer, den Steiger Best, gezahlt werden. Im Jahr 1835 wurde das Grubenfeld durch den St.-Johannes-Erbstollen gelöst. Im Laufe des Jahres 1837 wurde der Betrieb erneut eingestellt. Vor dem Jahr 1854 war die Zeche noch einmal kurzzeitig in Betrieb. In der Zeit vom 29. Mai des Jahres 1854 bis zum 18. Oktober des Jahres 1856 konsolidierte die Zeche Hermann unterhalb des St. Johannes Erbstollens zur Zeche Herberholz. Am 11. April des Jahres 1864 wurde die Restberechtsame vom Bergamt für bergfrei erklärt. Das restliche Feld oberhalb der Erbstollensohle wurde im Jahr 1883 unter dem Namen Hermann neu verliehen.

### Förderung und Belegschaft
Die ersten bekannten Belegschaftszahlen stammen aus dem Jahr 1831, damals waren zwischen zehn und fünfzehn Bergleute auf dem Bergwerk beschäftigt. Die ersten Förderzahlen stammen aus dem Jahr 1833, in diesem Jahr wurden 18.487 Scheffel Steinkohle gefördert. Dies ist auch die vermutlich maximale Förderung des Bergwerks. Im Jahr 1835 wurden 4598 Scheffel Steinkohle gefördert. Die letzten bekannten Förderzahlen des Bergwerks stammen aus dem Jahr 1837, in diesem Jahr wurden 866 preußische Tonnen Steinkohle gefördert.